# The Royal Scoundrel
Pour plus de détails, voir Fiche technique et Distribution.
The Royal Scoundrel (chinois : 沙灘仔與周師奶 ; pinyin : Sa Tam Chai yue Chow Si Lai) est une comédie hongkongaise sortie en 1991, réalisée par Johnnie To et Chik Ki Yee.

## Fiche technique
- Réalisation : Johnnie To et Chik Ki Yee
- Genre : Comédie d'action

## Distribution
- Lam Chung
- Waise Lee : Lee Nam
- Tony Leung Chiu-wai : Beach Boy
- Ng Man-tat : Chow
- Wong Tin-lam
- Wong Yut Fei : Rusty
- Jacklyn Wu : Yuk